# 東誠一郎
東 誠一郎（あずま せいいちろう、1951年7月23日 - ）は、日本の公認会計士。有限責任監査法人トーマツ経営会議議長や、新日鐵住金監査役、関西ペイント監査役、芦屋大学客員教授等を歴任した。

## 人物・経歴
大阪府大阪市生まれ。1975年神戸大学経営学部会計学科卒業。谷端長ゼミ出身。同年公認会計士第二次試験合格、等松青木監査法人大阪事務所入所。1985年からアトランタのトゥシュ・ロス会計事務所出向。1991年監査法人トーマツパートナー。2007年監査法人トーマツパートナー経営会議メンバー兼関西ブロック本部長。2009年有限責任監査法人トーマツパートナー経営会議メンバー兼関西ブロック本部長。2013年有限責任監査法人トーマツパートナー経営会議議長。2016年新日鐵住金監査役、公認会計士東誠一郎事務所公認会計士。2017年芦屋大学客員教授、関西ペイント監査役。

## 著作
- 『日本監査研究学会リサーチ・シリーズ：将来予測情報の監査―ゴーイング・コンサーン情報等の分析』同文舘出版 2007年